# Амисси, Седрик
Седрик Амисси (рунди и фр. Cédric Amissi; 20 марта 1990) — бурундийский футболист, полузащитник. Выступал за сборную Бурунди.

## Клубная карьера
Седрик начал свою профессиональную карьеру в клубе «Принс Луи» в национальном первом дивизионе Бурунди в 2009 году. В 2011 году отправился в руандийский «Район Спорт», за который играл в течение трёх лет и стал чемпионом Руанды в сезоне 2012/13. Следующим клубом полузащитника стал клуб из Мозамбика — «Чибуто». По прошествии трёх лет отправился в португальский «Униан Мадейра», а затем в «Аль-Таавун».

## Международная карьера
Играет за сборную Бурунди с 2009 года, принимал участие в Кубке КЕСАФА 2011, где команда дошла до четвертьфинала.